# Штайн, Эдуард
Эдуард Штайн (нем. Eduard Stein; 16 октября 1818, Кляйнширма (ныне в черте коммуны Обершёна), — 16 марта 1864, Зондерсхаузен) — немецкий композитор и дирижёр.

## Биография
С 1852 года возглавлял придворный оркестр Зондерсхаузена. На этом посту выступал, в частности, как пропагандист симфонических произведений Ференца Листа, с которым состоял в переписке, и музыки Рихарда Вагнера: в частности, 26 марта 1858 года Штайн поставил в Зондерсхаузене оперу Вагнера «Лоэнгрин», и эта постановка получила высокую оценку автора. Автор концерта для гобоя с оркестром, концертштюка для контрабаса с оркестром и др.
Учеником Штайна был шотландский композитор Александр Маккензи.